# Kernárna

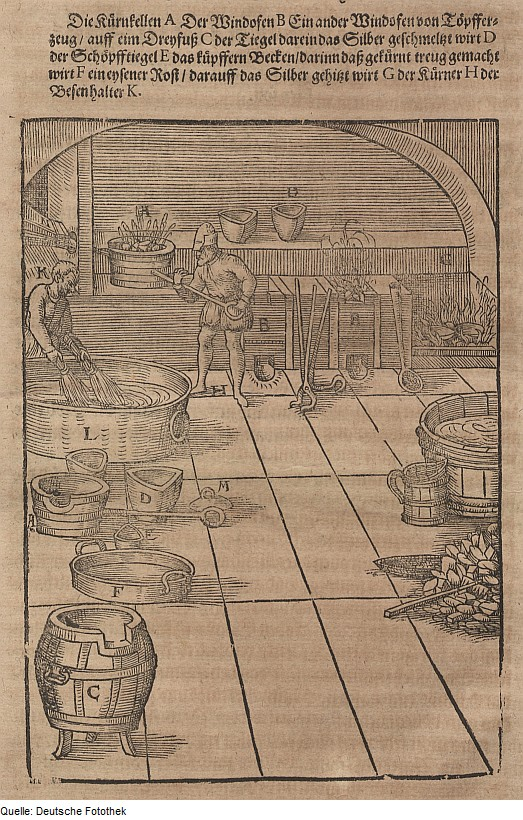
Kernárna, zrnění mědi přes březová košťata

Kernárna (či zrnírna mědi) je místo ve kterém dochází k výrobě zrněné mědi. V kernárně se nachází pec, kde dochází k tavení mědi a dále zařízení zajišťující samotné zrnění. Historické zrnírny využívaly pece vytápěné dřevem a k zrnění se nejprve používala březová košťata, přes které se měď přelévala a v kapkách dopadala do vody, kde prudkým schladěním docházelo k formování tvrdých granulí. Později košťata nahradil dřevěný válec s otvory, který rotoval a vyklápěl plošky tekuté mědi do vody.
Osoba pracující v zrnírně mědi se nazývá kernér, z německého gernhauz.